# Sclerostygnellus
Sclerostygnellus is een geslacht van hooiwagens uit de familie Cranaidae.
De wetenschappelijke naam Sclerostygnellus is voor het eerst geldig gepubliceerd door Roewer in 1943. 

## Soorten
Sclerostygnellus is monotypisch en omvat slechts de volgende soort:
- Sclerostygnellus rotundus